# Paul Guigou

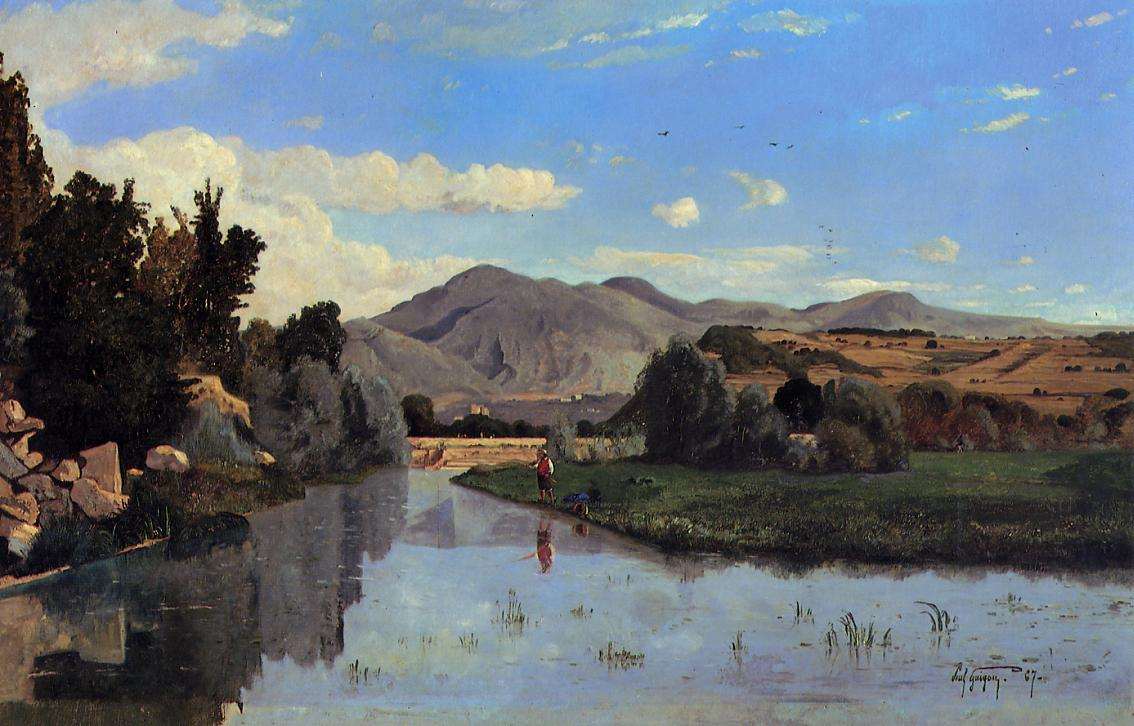
Rzeka Aiguebrun, 1868

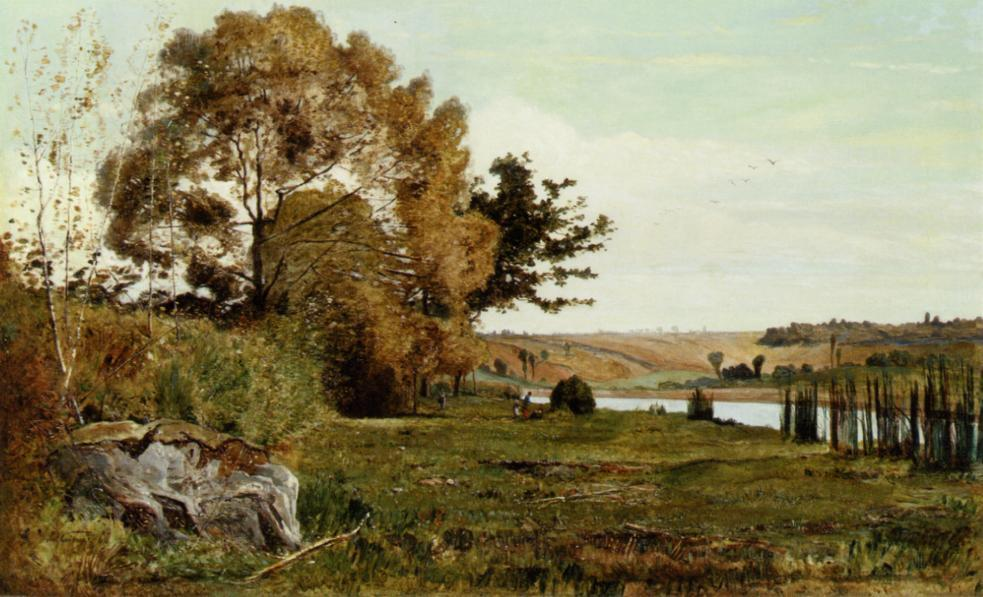
Jesienny poranek, 1865

Paul Guigou (ur. 15 lutego 1834 w Villars, zm. 21 grudnia 1871 w Paryżu) – francuski malarz pejzażysta.

## Życiorys
Urodził się w rodzinie zamożnych rolników i notariuszy. Początkowo uczęszczał do kolegium w Art, później studiował w Marsylii pod kierunkiem Émile Loubona (1809-1863), dyrektora lokalnej szkoły sztuk pięknych. Wystawiał początkowo w Marsylii, później w latach 1863–1870 w paryskim Salonie.
Guigou malował głównie prowansalskie pejzaże, posługiwał się techniką olejną i akwarelami, wykonywał też wiele szkiców. Na jego twórczość miał wpływ początkowo Laubon, później barbizończycy i Gustave Courbet. Jego prace były niedoceniane i artysta stale spotykał się z obojętnością zarówno jury, jak i publiczności wystaw. Stale borykał się z problemami finansowymi, dawał lekcje rysunku i pisał recenzje, by zapracować na utrzymanie. Zmarł przedwcześnie w 37. roku życia na skutek udaru mózgu.
Po śmierci Guigou był przez ponad 30 lat całkowicie zapomniany. Jego prace zaczęły pojawiać się na początku XX w. na wystawach w Paryżu i Marsylii. Obecnie cieszą się one znaczną popularnością i osiągają wysokie ceny na aukcjach. Na przełomie 2004/2005 Muzeum Marmottan-Mone w Paryżu zorganizowano wystawę 118. prac Guigou.

## Wybrane prace
- La Lavandière (1860), Musée d’Orsay (Paryż).
- Les Collines d’Allauch (1862),
- Lavandière au ruisseau (1862),
- Village de Saint-Paul-sur-la-Durance (1865),
- Bords de Durance à Saint-Paul,
- Durance à Saint-Paul (1866),
- Les Pins au bord de la Durance (1869).

### Literatura dodatkowa
- Paul Guigou (1834-1871), Editions Jeanne Laffitte, 2004 ISBN 978-2-86276-415-3.